# Pocadicnemis jacksoni
Pocadicnemis jacksoni là một loài nhện trong họ Linyphiidae.
Loài này thuộc chi Pocadicnemis. Pocadicnemis jacksoni được Alfred Frank Millidge miêu tả năm 1976.